# Juan Tizol

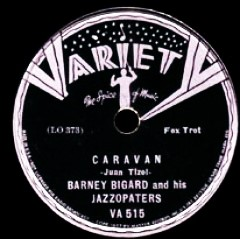
Pierwsze wydanie płyty z utworem Caravan, wyk. Barney Bigard and His Jazzopaters, 1936

Juan Tizol Martínez (ur. 22 stycznia 1900 w Vega Baja, zm. 23 kwietnia 1984 zm. w Inglewood) – portorykański puzonista i kompozytor jazzowy, zamieszkały w Stanach Zjednoczonych. Twórca standardów: Caravan, Pyramid i Perdido.

## Życiorys
Wychował się w stolicy Portoryko – San Juan. Już w dzieciństwie zaczął grać na skrzypcach, ale z czasem wybrał puzon wentylowy, któremu pozostał wierny przez całą karierę. Muzyki uczył go przede wszystkim stryj – Manuel, dyrygent orkiestry miejskiej. Później został jej członkiem, nabywał też doświadczeń w orkiestrze opery i baletu, oraz grupach grających do tańca.
W 1920 wyjechał do Stanów Zjednoczonych z zespołem, który znalazł zatrudnienie w Waszyngtonie w Howard Theatre. Grupa  akompaniowała występom artystów objazdowych oraz ilustrowała muzyką nieme filmy. Następnie pracował z orkiestrą puzonistki Marie Lucas i kilkoma mniejszymi zespołami.
W sierpniu 1929 dołączył w Nowym Jorku do big-bandu Duke’a Ellingtona. Choć rzadko występował jako solista, był moderatorem gry zespołowej, stając się ważnym muzykiem w orkiestrze. Był przy tym biegłym instrumentalistą, który nie tylko prowadził sekcję puzonów, ale w razie potrzeby potrafił swoją grą zastąpić brakującego w danej chwili saksofonistę. Został uznany za pierwszego w jazzie znaczącego puzonistę wentylowego. Skomponowane przez niego utwory Caravan i Perdido stały się znakami firmowymi orkiestry Ellingtona oraz nienaruszalnymi punktami jej repertuaru. Ponadto Karawana została jedną z najbardziej rozpoznawalnych kompozycji w historii jazzu, zarejestrowano ponad pięćset różnych wykonań.
Po piętnastu latach z Ellingtonem w kwietniu 1944 przeniósł się na Zachodnie Wybrzeże do orkiestry Harry’ego Jamesa. Chciał bowiem częściej bywać w swoim domu w Kalifornii. Pracował w niej do marca 1951. Doszło wtedy do „Wielkiej grabieży u Jamesa”, którego trzech muzyków przeszło do zespołu Ellingtona. Duke potrzebował trzech instrumentalistów, odeszła od niego bowiem trójka: saksofonista Johnny Hodges, perkusista Sonny Greer i puzonista Lawrence Brown. Po powrocie do Ellingtona grał z nim do 1953. Następnie ponownie przeniósł się do orkiestry Jamesa, w której pozostał do końca dziesięciolecia. Wiosną 1960 po raz trzeci i na krótko dołączył do zespołu Ellingtona. Potem znacznie ograniczył aktywność zawodową. Zamieszkał w Los Angeles. Poza pracą z big-bandami niemal przez całą karierę uczestniczył jako sideman w sesjach nagraniowych różnych wykonawców.
Zmarł na zawał serca w The Daniel Freeman Hospital w kalifornijskim Inglewood. Miał 84 lata. Jego żona, Rose, zmarła dwa lata wcześniej.

## Kompozytor – najbardziej znane utwory
Bakiff, Caravan, Conga Brava, Keb-lah, Moonlight Fiesta, Perdido, Pyramid, Sphinx

## Wybrana dyskografia

### Jako sideman
Z Louisem Bellsonem
- 1955 Journey Into Love (Norgran)
- 1957 Drumorama! (Verve)
- 1958 Music, Romance and Especially Love (Verve)
- 1960
  - The Brilliant Bellson Sound (Verve)
  - Louis Bellson Swings Jule Styne (Verve)
- 1992 Louie Bellson & His Big Band – Live in Stereo June 28, 1959 at the Flamingo Hotel, Volume 1 (Jazz Hour)

Z Natem „Kingiem” Colem
- 1956 The Piano Style of Nat „King” Cole (Capitol)
- 1957 Nat „King” Cole – After Midnight (Capitol)

Z Dukem Ellingtonem
- 1953 Ellington Uptown (Columbia)
- 1954
  - Ellington ’55 (Capitol)
  - Seattle Concert (RCA Victor)
- 1955 Ellington Showcase (Capitol)
- 1956 Duke Ellington and His Orchestra – Liberian Suite and a Tone Parallel to Harlem (Columbia)
- 1960
  - Piano in the Background (Columbia)
  - Duke Ellington and His Orchestra – Selections from Peer Gynt Suites Nos. 1 & 2 and Suite Thursday (Columbia)
  - The Nutcracker Suite (Columbia)
- 1961 Paris Blues (United Artists)

Z Ellą Fitzgerald
- 1959 Get Happy! (Verve)
- 1960 Ella Fitzgerald Sings the Irving Berlin Song Book Vol. 1 (Verve)

Z Harrym Jamesem
- 1954 Dancing in Person with Harry James at the Hollywood Palladium (Columbia)
- 1954 Harry James And His Orchestra – Soft Lights, Sweet Trumpet (Columbia)
- 1955
  - Harry James in Hi-Fi (Capitol)
  - Jazz Session (Columbia)
  - Juke Box Jamboree (Columbia)
- 1956 More Harry James in Hi-Fi (Capitol)
- 1962 Requests On-the-Road (MGM Records)

Z Peggy Lee
- 1957 The Man I Love (Capitol)
- 1958 Jump for Joy (Capitol)

Z Frankiem Sinatrą
- 1958 Frank Sinatra Sings for Only the Lonely (Capitol)

Zestawienie wg dat wydania płyt